# Palaeophanes
Palaeophanes là một chi bướm đêm thuộc họ Arrhenophanidae.
Tên chi này có nguồn gốc từ tiếng Hy Lạp palaios (có nghĩa là cổ hoặc cũ) phanes và (từ Phaino, có nghĩa là tỏa sáng hay xuất hiện), đề cập đến phân bố loài này ở Cựu thế giới cũng như vị trí hiện tại cơ sở của nó trong họ.

## Các loài
- Palaeophanes lativalva Davis, 2003
- Palaeophanes taiwanensis Davis, 2003
- Palaeophanes brevispina Davis, 2003
- Palaeophanes xoutha Davis, 2003